# Curtius (cratère)
Curtius est un cratère lunaire situé au sud de la face visible de la Lune. Il est au nord-est du cratère Moretus. Il se trouve dans les parages des cratères Clavius et Gruemberger. La bordure extérieure du cratère Curtius a été adoucie en raison de l'érosion par les impacts, mais il conserve une grande partie de sa structure d'origine. Dans le nord et le nord-ouest de la bordure, il y a une paire de petits craterlets vers l'extérieur qui ruinent la symétrie globale du cratère. Des cratères satellites "Curtius A" et "Curtius E" impactent le contour oriental et méridional. Le plancger intérieur est relativement plat avec un pic central qui s'élève en son point médian.
En 1935, l'Union astronomique internationale a donné, à ce cratère lunaire, le nom de l'astronome allemand Albert Curtz (en).
Par convention, les cratères satellites sont identifiés sur les cartes lunaires en plaçant la lettre sur le côté du point central du cratère qui est le plus proche de Curtius.
| Curtius | Latitude | Longitude | Diamètre |
| ------- | -------- | --------- | -------- |
| A       | 68.5° S  | 2.7° E    | 12 km    |
| B       | 63.7° S  | 4.7° E    | 41 km    |
| C       | 69.2° S  | 4.4° E    | 10 km    |
| D       | 64.8° S  | 8.1° E    | 61 km    |
| E       | 67.2° S  | 8.2° E    | 15 km    |
| F       | 66.5° S  | 2.7° E    | 6 km     |
| G       | 65.9° S  | 3.1° E    | 6 km     |
| H       | 69.4° S  | 8.2° E    | 10 km    |
| K       | 69.1° S  | 9.8° E    | 6 km     |
| L       | 68.2° S  | 9.4° E    | 7 km     |
| M       | 65.5° S  | 8.6° E    | 5 km     |